# Gilson Alvaristo
Gilson Alvaristo (* 27. April 1956 in São Paulo; † 28. März 2016 in Jundiaí) war ein brasilianischer Radrennfahrer und nationaler Meister im Radsport.

## Sportliche Laufbahn
Alvaristo war Teilnehmer der Olympischen Sommerspiele 1980 in Moskau. Im olympischen Straßenrennen schied er aus.
Auch 1984 in Los Angeles nahm er an den Spielen teil. Die brasilianische Mannschaft kam mit Gilson Alvaristo, Jair Braga, Renan Ferraro und Marcos Mazzaron im Mannschaftszeitfahren auf den 18. Platz.
1979 startete er bei Panamerikanischen Spielen im Mannschaftszeitfahren. Zweimal, 1980 und 1982, wurde er nationaler Meister im Straßenrennen. 1981 siegte er im Eintagesrennen Prova Ciclistica 9 de Julho und auf einer Etappe der Uruguay-Rundfahrt. 1984 gewann er erneut das Rennen Prova Ciclistica 9 de Julho und wurde Zweiter des Etappenrennens Rutas de America hinter José Asconeguy.